# 威廉·蒙克
威廉·蒙克（德語：Wilhelm Mohnke，1911年3月15日—2001年8月6日）是一位黨衛軍少將兼武裝黨衛軍少將，也是1933年成立的柏林近衛親衛隊部隊120名原始成員之一，蒙克是他們之中最後晉升至將領位置的人。蒙克先在第一阿道夫·希特勒警衛旗隊裝甲師下參與了進攻波蘭、法國和巴爾幹的戰事，而後轉至指揮第12希特勒青年团装甲师，在卡昂戰役中作戰，最終指揮以他為名的「蒙克戰鬥群」進行柏林戰役。